# НТН (телеканал)
НТН (расшифровывается как Національні телевізійні новини с укр. — «Национальные телевизионные новости») — украинский общенациональный телеканал.
Телеканал входит в состав Inter Media Group.

## История
Телеканал «НТН» основан 1 ноября 2004 года. Общее техническое покрытие телеканала составляет более 94,3 % территории Украины.
В конце 2007 года «НТН» вошёл в группу каналов «Inter Media Group».
С 2009 года телеканал начинает транслировать криминальные сериалы. Такие как: «Полиция Майами», «Тайны следствия», «Улицы разбитых фонарей», «Каменская» и др. В 2010 году, также канал, пополнился нескольким долями.
В 2014 году в связи с «Бойкотом российского кино», сократили сериалы и фильмы российского производства.
В 2016 году появились новые сериалы для канала зарубежного производства. Также в эфире, начали пополняться повторы программ собственного производства.
С 25 декабря 2016 года вещает в формате 16:9.
В 2017 году доля НТН по данной целевой аудитории составила 2,56 % с рейтингом 0,38 % (данные Индустриального Телевизионного Комитета, аудитория 18-54 города 50 тыс.+, 9-е место среди украинских каналов).
В связи с вторжением России на Украину с 24 февраля по 17 апреля 2022 года телеканал круглосуточно транслировал информационный марафон «Единые новости». В эфире отсутствовала реклама.
С 18 апреля 2022 года телеканал возобновил самостоятельное вещание, изменив программную сетку: из эфира исчезли российские и советские фильмы.

## Руководство
- Генеральный директор — Наталия Джунь.
- Креативный продюсер, главный редактор — Александр Лукьяненко.
- Исполнительный продюсер — Юлия Варшавская.
- Главный режиссёр — Альбин Вехетек.
- Главный оператор — Виталий Черевко.

## Параметры спутникового вещания
| Спутник  | Орбитальная позиция | Частота   | Поляризация      | Символьная скорость | FEC | Кодировка  |
| -------- | ------------------- | --------- | ---------------- | ------------------- | --- | ---------- |
| Astra 4A | 4,8° в. д.          | 12437 МГц | вертикальная (V) | 30000 Mb/s          | 3/4 | Verimatrix |

## Логотип
Телеканал сменил 3 логотипа. Нынешний — 4-й по счёту.
- С 1 ноября 2004 по 31 октября 2008 года логотипом было слово «НТН» белого цвета, линии контура тонкие. Находился в правом верхнем углу.
- С 1 ноября 2008 по 8 сентября 2011 года использовался тот же логотип, он стал высоким, внутри слова добавили серый цвет. Находился там же.
- С 9 сентября 2011 по 1 сентября 2013 года использовался тот же логотип, но внутри слова «НТН» добавили фиолетовый цвет. Находился там же.
- Со 2 сентября 2013 по настоящее время логотипом является жёлтый прямоугольник, на нём написано слово «НТН» чёрного цвета и поменялся шрифт. Находится там же.

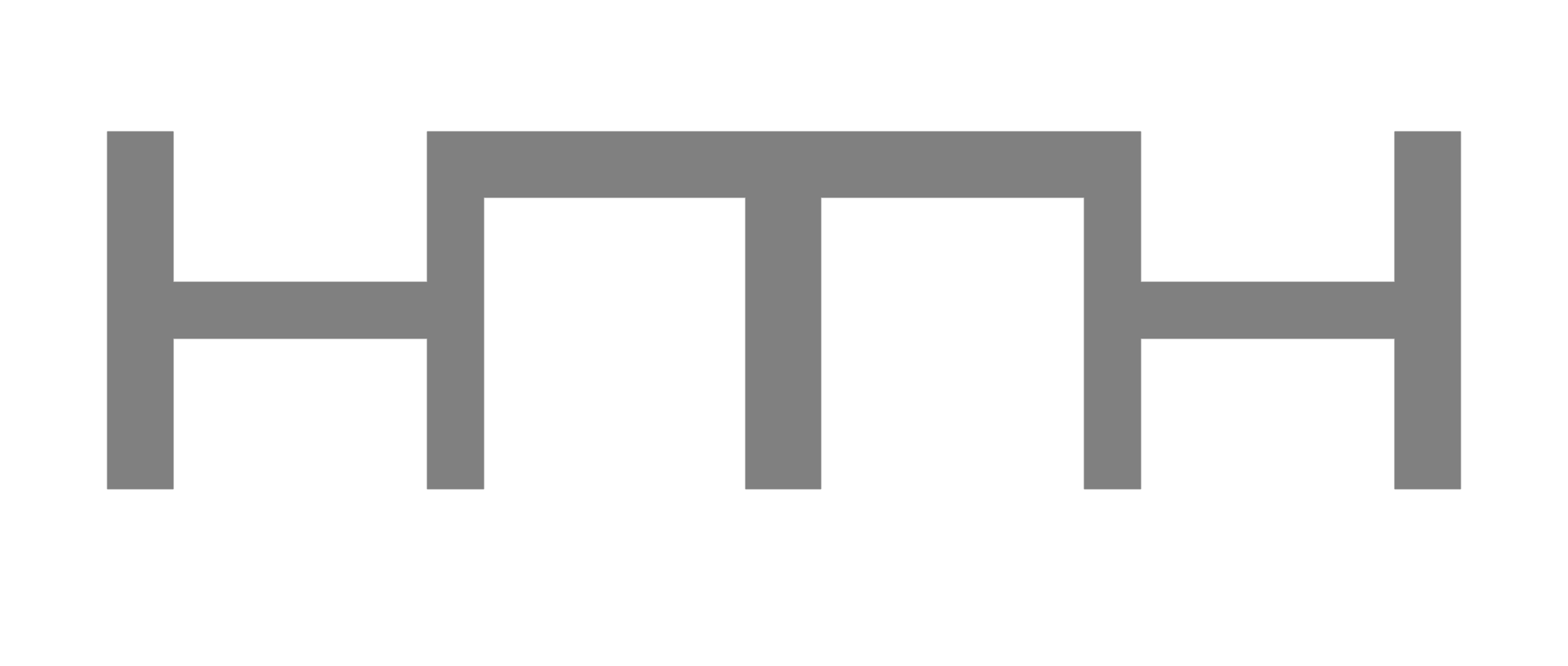
Второй логотип телеканала «НТН» с 1 ноября 2008 по 8 сентября 2011 года.
Третий логотип телеканала «НТН» с 9 сентября 2011 по 1 сентября 2013 года.
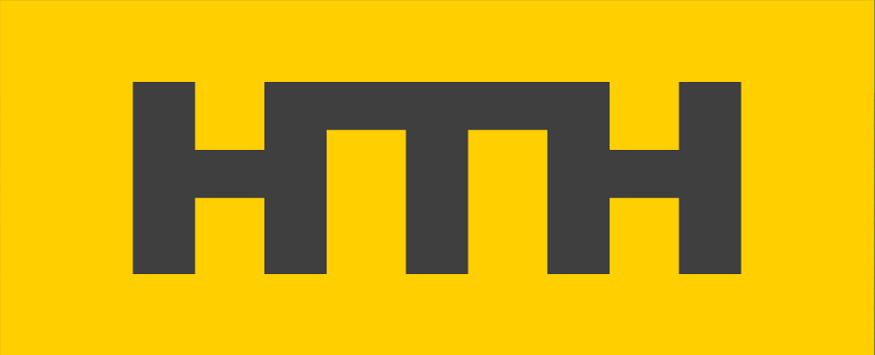
Четвёртый логотип телеканала «НТН» со 2 сентября 2013 по настоящее время.

## Передачи
Основу контента канала составляют сериалы и передачи на криминальную тематику.

### Программы
- Свидетель (укр. Свідок) (ранее — Вовремя (укр. Вчасно))
- Свидетель. Агенты (укр. Свідок. Агенти)
- Легенды уголовного розыска (укр. Легенди карного розшуку)
- Криминальные дела (укр. Кримінальні справи)
- Будьте здоровы (укр. Будьте здорові)
- Правда жизни (укр. Правда життя)
- Правда жизни. Профессии (укр. Правда життя. Професії)
- Случайный свидетель (укр. Випадковий свідок)
- Переломные 80-е
- Крутые 90-е
- Вещественное доказательство (укр. Речовий доказ)
- Украина удивляет (укр. Україна вражає)
- Тайны мира (укр. Таємниці світу)
- Стоимость жизни (укр. Вартість життя)
- Мир или война (укр. Мир чи війна) (раньше — на телеканале «Интер»)
- Акцент

### Сериалы
- «Убийства в Мидсомере»
- «Элементарно»
- «Макмафия»
- «Мост»
- «Читающий мысли»
- «Настоящий детектив»
- «Альпийский патруль — Ценится каждая жизнь»
- «Хейвен»

### Архивные
- «Что хочет женщина?» (с 7 февраля 2005 по 28 сентября 2007 года)
- «Аншлаг и компания» (с 18 марта 2005 по 23 сентября 2007 года)
- «Кулагин и партнёры» (2015—2017, 2019)
- «Криминалисты: мыслить как преступник»
- «Пороки и их поклонники»
- «Стрелок»
- «Тайны следствия»
- «Телохранитель»
- «Улицы разбитых фонарей»
- «Чкалов»
- «Эра стрельца — 3»
- «Декстер»
- «Детективы»
- «Закон и порядок»
- «Гавайи 5.0»
- «Журов»
- «Тело, как улика»

## Награды
За время своей работы телеканал НТН четыре раза удостаивался высшей награды в сфере украинской журналистики — премии «Золотое перо» — в 2005 году телеканал получил премию за создание информационной программы «Вчасно», а в 2007 — за лучшую телевизионную программу на правоохранительную тематику — проект «Свідок» и за авторскую программу Л. Харив «Особистий погляд». В 2008 году программа «Свідок» снова стала лауреатом этого конкурса.
Журналистам «Свідка» принадлежит победа на Международном конкурсе телевизионных программ на правовую тематику «Золотой Георгий» — в 2006 и 2008 годах они стали лауреатами этого конкурса.
Работа творческого коллектива в 2007 и 2008 годах была отмечена знаками отличия МВД Украины «Ярослав Мудрый» І и ІІ степени.
За свою профессиональную работу журналисты и руководители программ были отмечены руководством Государственной налоговой администрации, Управлением по борьбе с организованной преступностью, дипломами МЧС и Службы безопасности Украины.
В 2012 году программа собственного производства «Агенты влияния» вошла в число финалистов ежегодной национальной премии — «Телетриумф».
Игорь Колтунов, журналист программы «Агенты влияния», в 2012 году стал двукратным победителем конкурса профессиональной журналистики «Честь профессии».